# Dalia (nome lituano)
Dalia  è un nome proprio di persona lituano femminile.

## Origine e diffusione
Riprende il termine lituano dalia, che vuol dire "fato", "fortuna"; è quindi affine per significato ai nomi Bonaventura, Uğur, Lykke, Laima, Felicita e Gad. Nella mitologia baltica, Dalia è il nome di una dea della tessitura, del fato e della nascita dei bambini, spesso associata a Laima.
Va notato che questo nome è omografo con altri due, l'italiano Dalia e l'ebraico Dalia.

## Onomastico
Non ci sono sante con questo nome, che è quindi adespota. L'onomastico si può festeggiare il 1º novembre, giorno di Ognissanti.

## Persone

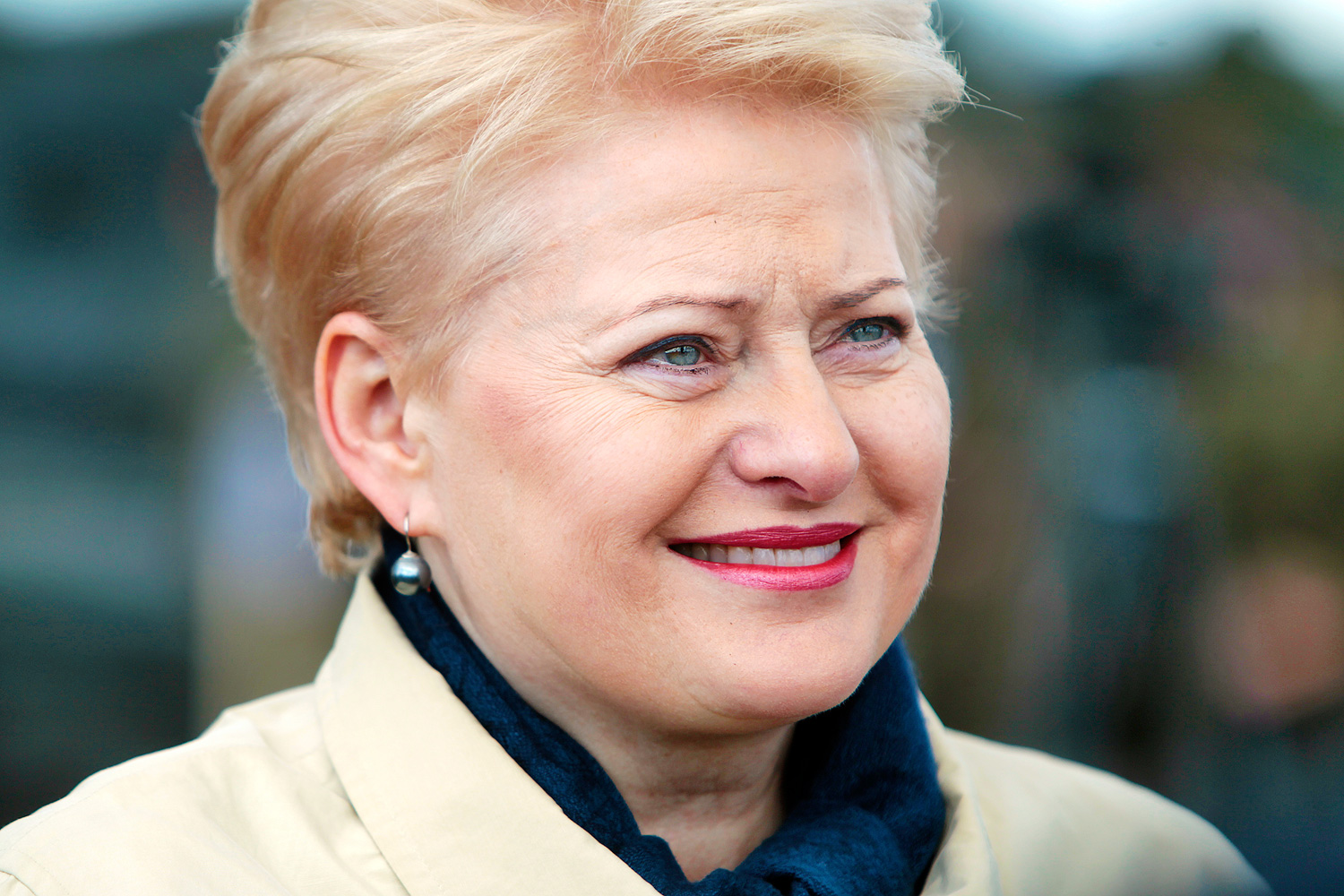
Dalia Grybauskaitė

- Dalia Grybauskaitė, politica lituana
- Dalia Kurtinaitienė, cestista lituana